# Mykonos

Hartă a insulei

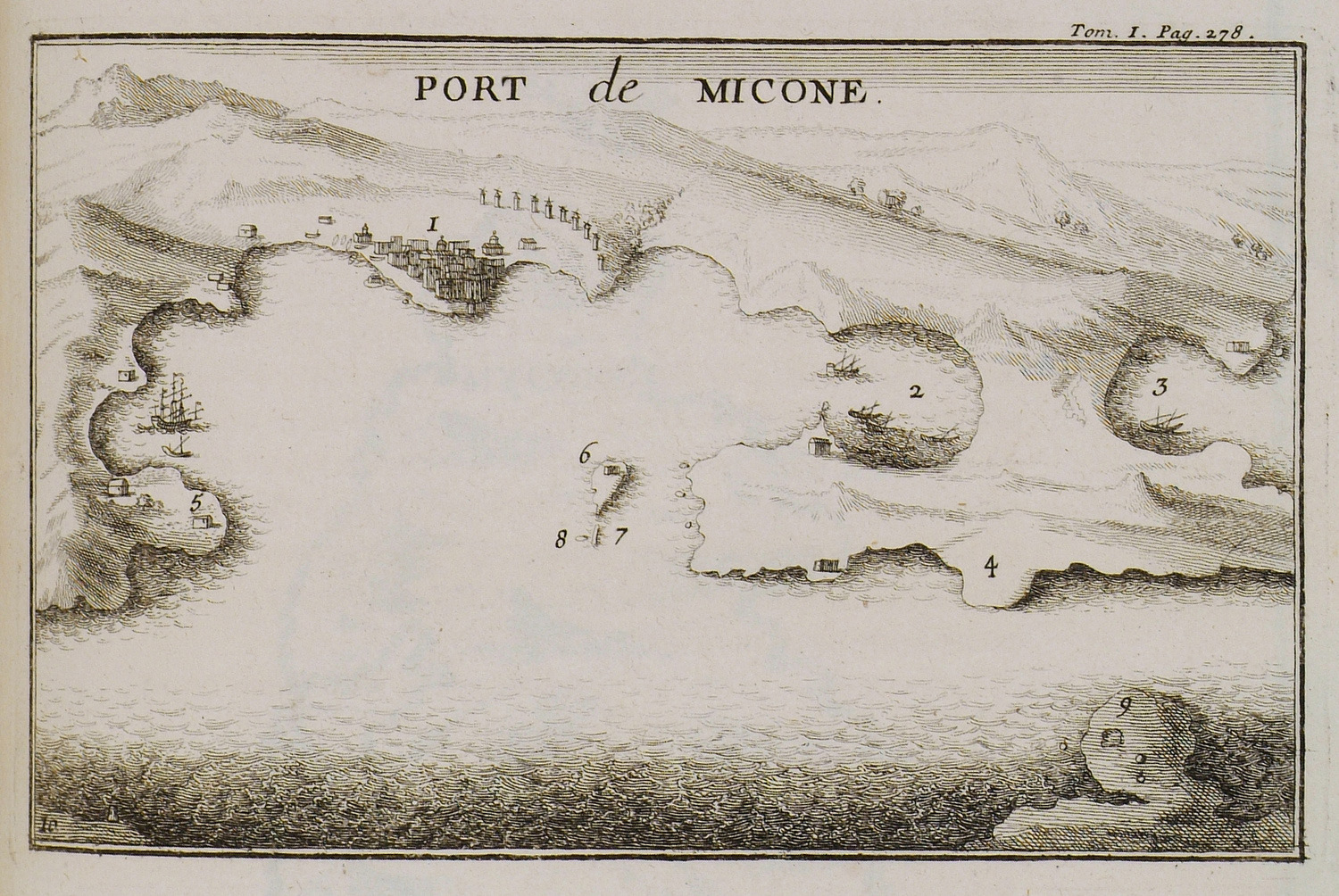
Portul insulei - Joseph Pitton de Tournefort, 1717

Mykonos (/ˈmɪkənɒs, -noʊs/, sau UK /ˈmiːk-/;, în greacă Μύκονος, în italiană Micono) sau Insula Vânturilor este o insulă grecească din Marea Egee.
Mykonos face parte din insulele Ciclade, fiind situată între Tinos, Syros, Paros și Naxos. Suprafața insulei este de 85,5 km² și are o altitudine maximă de 341 de metri. Are o populație de aproximativ 10.134 de locuitori și o densitate de 120 loc/km². Majoritatea locuiesc în cel mai mare oraș, Mykonos, care se află pe coasta de vest. Orașul este, de asemenea, cunoscut sub numele de Chora (adică „orașul” în greacă, urmând practica obișnuită din Grecia, când numele insulei în sine este același cu numele orașului principal). Denumirea de Insula Vânturilor se datorează vânturilor foarte puternice care suflă de obicei pe insulă. Turismul este o industrie importantă, mai ales în timpul verii, iar Mykonos este cunoscută pentru viața sa de noapte vibrantă și pentru că este o destinație gay-friendly, cu numeroase unități de alimentație pentru comunitatea LGBT. Atracțiile turistice includ morile de vânt, Mica Veneție, Tria Pigadia, muzeele și numeroasele biserici, dintre care cea mai renumită este Biserica Panagia Paraportiani (Biserica Maicii Domnului).

## Istorie
Herodot menționează carienii ca fiind locuitorii originali ai insulei. Ionienii din Atena par să fi apărut aici la începutul secolului al XI-lea î.Hr. Numeroși oameni au locuit pe insula vecină Delos, la doar 2 km distanță, ceea ce însemna că Mykonos a devenit un loc important pentru provizii și tranzit. Cu toate acestea, în vremurile străvechi a fost o insulă destul de săracă, cu resurse agricole limitate. Locuitorii săi erau politeiști și venerau mulți zei.
Mykonos a intrat sub controlul romanilor în timpul Imperiului Roman și apoi a devenit parte a Imperiului Bizantin până în secolul al XII-lea. În 1204, odată cu căderea Constantinopolului în cruciada a patra, Mykonos a fost ocupată de Andrea Ghisi. Insula a fost devastată de catalani la sfârșitul secolului al XIII-lea și în cele din urmă a fost cedată conducerii venețiene directe în 1390. 
În 1537, în timp ce venețienii încă stăpâneau insula, Mykonos a fost atacată de Khair ad-Din (Hayreddin Barbarossa), amiralul lui Suleiman Magnificul și o flotă otomană s-a stabilit pe insulă. Otomanii, sub conducerea lui Kapudan Pașa, au impus un sistem de auto-guvernare cuprinzând un guvernator și un consiliu de syndics. Când castelul Tinos a căzut în mâinile otomanilor în 1718, ultimii venețieni s-au retras din regiune.
Până la sfârșitul secolului al XVIII-lea, Mykonos a prosperat ca centru comercial, atrăgând mulți imigranți din insulele din apropiere, pe lângă raidurile obișnuite ale piraților. În iunie 1794,  a avut loc bătălia de la Mykonos purtată între navele britanice și franceze în portul principal al insulei.
Revoluția greacă împotriva Imperiului Otoman a izbucnit în 1821 și insula Mykonos a jucat un rol important, sub conducerea eroinei naționale, Manto Mavrogenous. Mavrogenous, o aristocrată bine educată, ghidată de ideile iluminismului, și-a sacrificat averea familiei pentru cauza elenă. Grecia a devenit un stat independent în 1830. O statuie a ei se află în mijlocul pieței Mando Mavrogenous din orașul principal.
Ca urmare a navigației și a activității comerciale, economia insulei a crescut rapid, dar a scăzut din nou la sfârșitul secolului al XIX-lea, mai ales după deschiderea Canalului Corint în 1904 și primul război mondial la începutul secolului al XX-lea. Mulți miconieni au părăsit insula pentru a găsi de lucru în Grecia continentală și în multe țări străine, în special în Statele Unite ale Americii.
Turismul a ajuns în curând să domine economia locală, datorită foarte multelor săpături importante efectuate de Școala franceză de arheologie, care a început să activeze în Delos din 1873. Mykonos a devenit popular în rândul turiștilor internaționali „jet set” în anii 1960, apoi a devenit o destinație turistică gay populară în anii 1980. În anii 2000, Mykonos a ajuns una dintre cele mai scumpe insule din Grecia.

### Mitologie
În mitologia greacă, Mykonos a fost numit după primul său conducător, Mykonos (Μύκονος), fiul sau nepotul zeului Apollo și un erou local. Se spune, de asemenea, că insula a fost locul unde a avut loc gigantomahia, marea bătălie dintre Zeus și giganți și locul unde Hercule a ucis giganții invincibili. Potrivit legendei, rocile mari care se găsesc pe toată insula ar fi cadavrele pietrificate ale giganților.

## Geografie

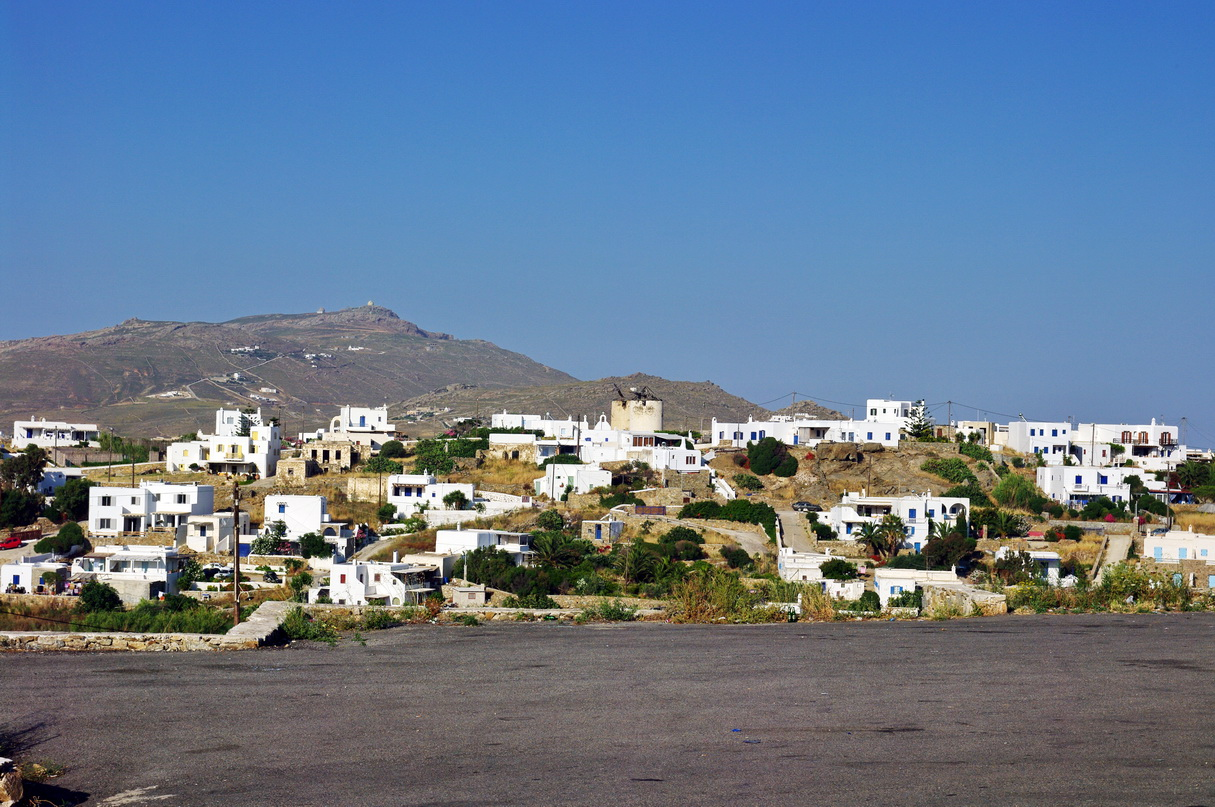
Satul Ano Mera

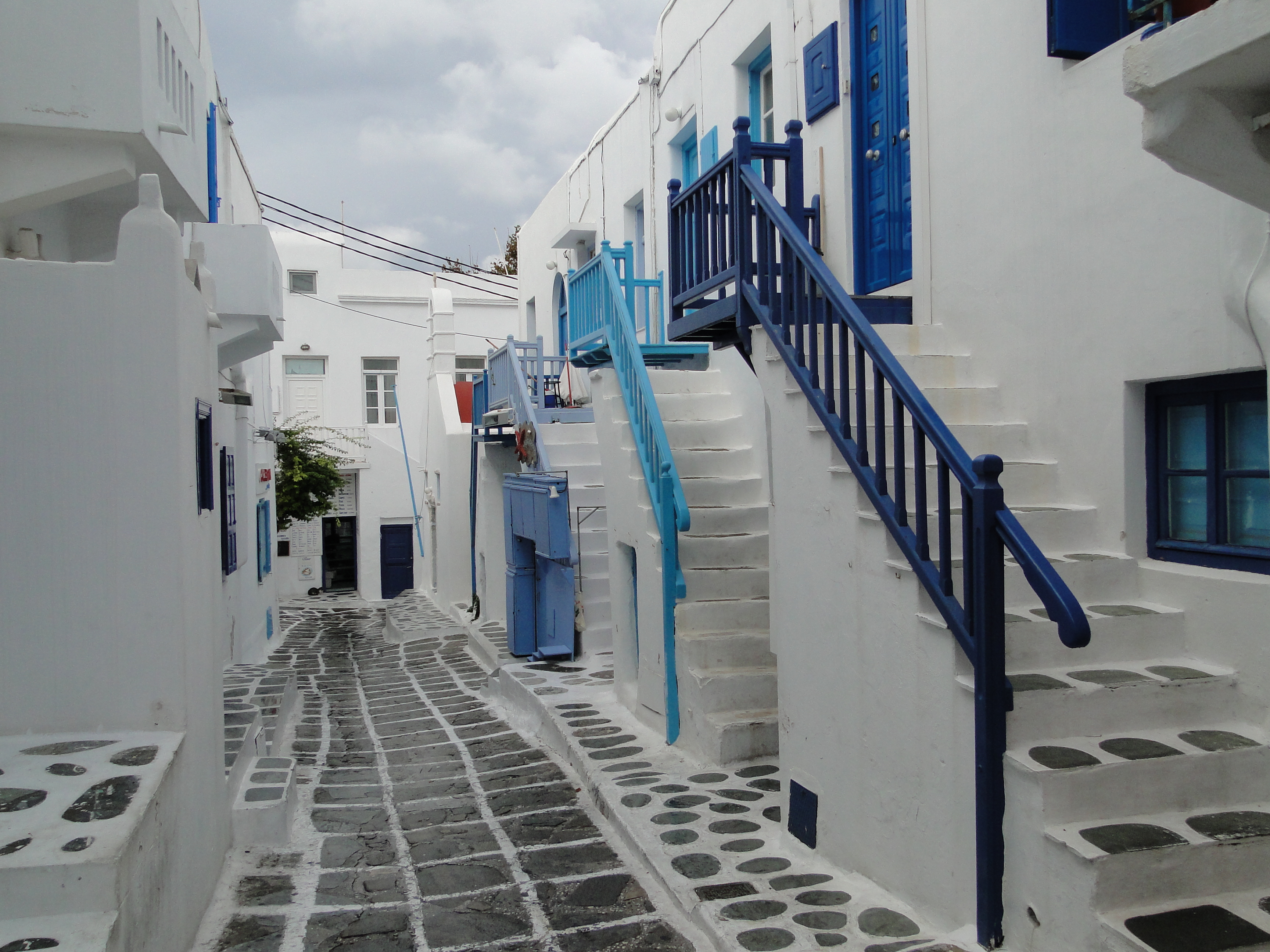
Case din Chora

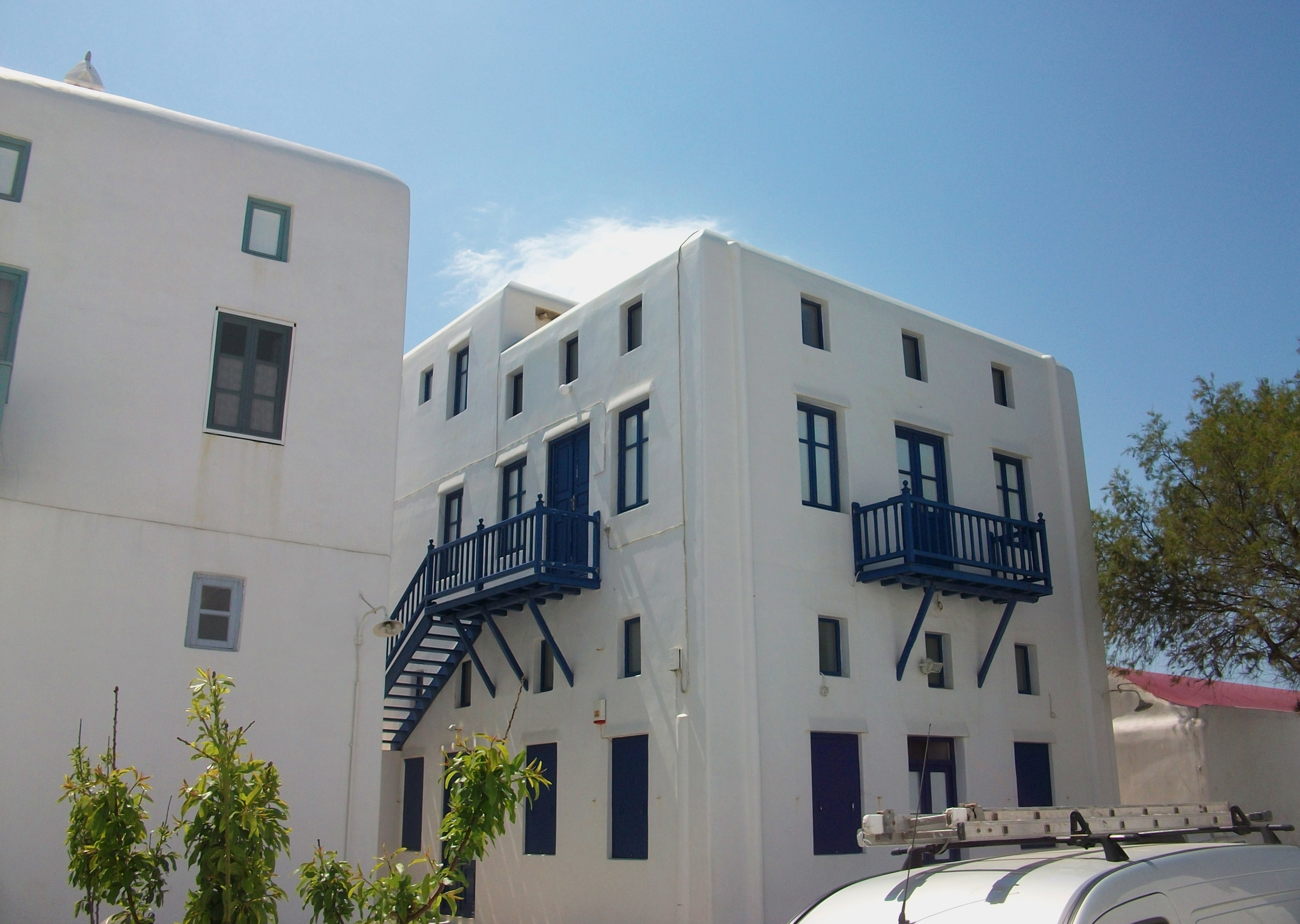
Exemplu de arhitectură din Ciclade care atrage turiștii în zonă

Insula are o suprafață de 85,5 kilometri pătrați și o altitudine maximă de 341 metri. Este situată la 150 de kilometri est de Atena, în Marea Egee. Insula nu are râuri, dar conține numeroase pâraie sezoniere dintre care două au fost transformate în rezervoare.
Insula este compusă în mare parte din granit, iar terenul este foarte stâncos, cu multe zone erodate de vânturile puternice. Lutul și baritina de înaltă calitate, care este un mineral folosit ca lubrifiant în forarea petrolului, au fost exploatate în partea de est a insulei Mykonos de la sfârșitul anilor 1900.
Se produc 4.500 de metri cubi de apă zilnic, prin osmoză inversă a apei de mare, pentru a ajuta la satisfacerea nevoilor populației și a vizitatorilor.
Insula are o populație de aproape 12.500 de locuitori, dintre care majoritatea locuiesc în orașul principal Chora.
Cele zece așezări de pe insulă sunt: Agios Ioannis, Agios Stefanos, Ano Mera, Ftelia, Kalafati, Mykonos sau  Chora, Ornos, Platys Gialos, Psarrou și Tourlos.

### Climă
Mykonos are un climat fierbinte semi-arid (clasificare Köppen; BSH) din cauza precipitațiilor generale reduse, deși are o mulțime de caracteristici mediteraneene și este puternic influențat de Marea Mediterană. Soarele strălucește timp de 300 de zile pe an. Sezonul ploios durează din luna octombrie până în martie. Vegetația urmează modelul tipic din regiune și crește din timpul toamnei până la începutul verii. Temperatura medie zilnică în timpul iernii este de aproximativ 15°C, în timp ce este vara este de 27°C. Temperatura medie pe timp de noapte este de 11°C iarna și 23°C vara.
Datorită vântului rece „meltemi” sezonier (similar cu celelalte insule Ciclade) și a mării moderate, zilele de vară sunt relativ răcoroase, uscate, însorite și plăcute. Motivul acestor precipitațiilor scăzute generale este umbra de ploaie a Munților Pindus, care usucă vânturile de vest (Munții blochează trecerea sistemelor meteorologice care produc ploaie și provoacă o „umbră” de uscăciune în spatele lor). Iernile în general sunt blânde și umede, cu multe zile însorite chiar și în mijlocul iernii. Zăpada este rară și nu rămâne prea mult timp pe jos atunci când cade. 
| Date climatice pentru Mykonos                                            | Date climatice pentru Mykonos | Date climatice pentru Mykonos | Date climatice pentru Mykonos | Date climatice pentru Mykonos | Date climatice pentru Mykonos | Date climatice pentru Mykonos | Date climatice pentru Mykonos | Date climatice pentru Mykonos | Date climatice pentru Mykonos | Date climatice pentru Mykonos | Date climatice pentru Mykonos | Date climatice pentru Mykonos | Date climatice pentru Mykonos |
| Luna                                                                     | Ian                           | Feb                           | Mar                           | Apr                           | Mai                           | Iun                           | Iul                           | Aug                           | Sep                           | Oct                           | Nov                           | Dec                           | Anual                         |
| ------------------------------------------------------------------------ | ----------------------------- | ----------------------------- | ----------------------------- | ----------------------------- | ----------------------------- | ----------------------------- | ----------------------------- | ----------------------------- | ----------------------------- | ----------------------------- | ----------------------------- | ----------------------------- | ----------------------------- |
| Maxima medie °C (°F)                                                     | 13.7 (56,7)                   | 14.6 (58,3)                   | 16.4 (61,5)                   | 17.9 (64,2)                   | 22.7 (72,9)                   | 25.9 (78,6)                   | 26.8 (80,2)                   | 27.2 (81)                     | 26.4 (79,5)                   | 23.6 (74,5)                   | 19.8 (67,6)                   | 17 (63)                       | 21 (69,8)                     |
| Minima medie °C (°F)                                                     | 10.3 (50,5)                   | 11.1 (52)                     | 12.7 (54,9)                   | 14 (57)                       | 17.5 (63,5)                   | 22.1 (71,8)                   | 23.6 (74,5)                   | 24.2 (75,6)                   | 23.1 (73,6)                   | 20.1 (68,2)                   | 16.6 (61,9)                   | 13.7 (56,7)                   | 17,42 (63,35)                 |
| Precipitații mm (inches)                                                 | 75.3 (2.965)                  | 66 (2.6)                      | 36.3 (1.429)                  | 32.8 (1.291)                  | 1.1 (0.043)                   | 0.2 (0.008)                   | 0 (0)                         | 0 (0)                         | 7.7 (0.303)                   | 29.1 (1.146)                  | 36.3 (1.429)                  | 67.4 (2.654)                  | 352,2 (13,866)                |
| Sursă: http://penteli.meteo.gr/stations/mykonos/ (media din 2019 & 2020) |                               |                               |                               |                               |                               |                               |                               |                               |                               |                               |                               |                               |                               |

## Guvernare

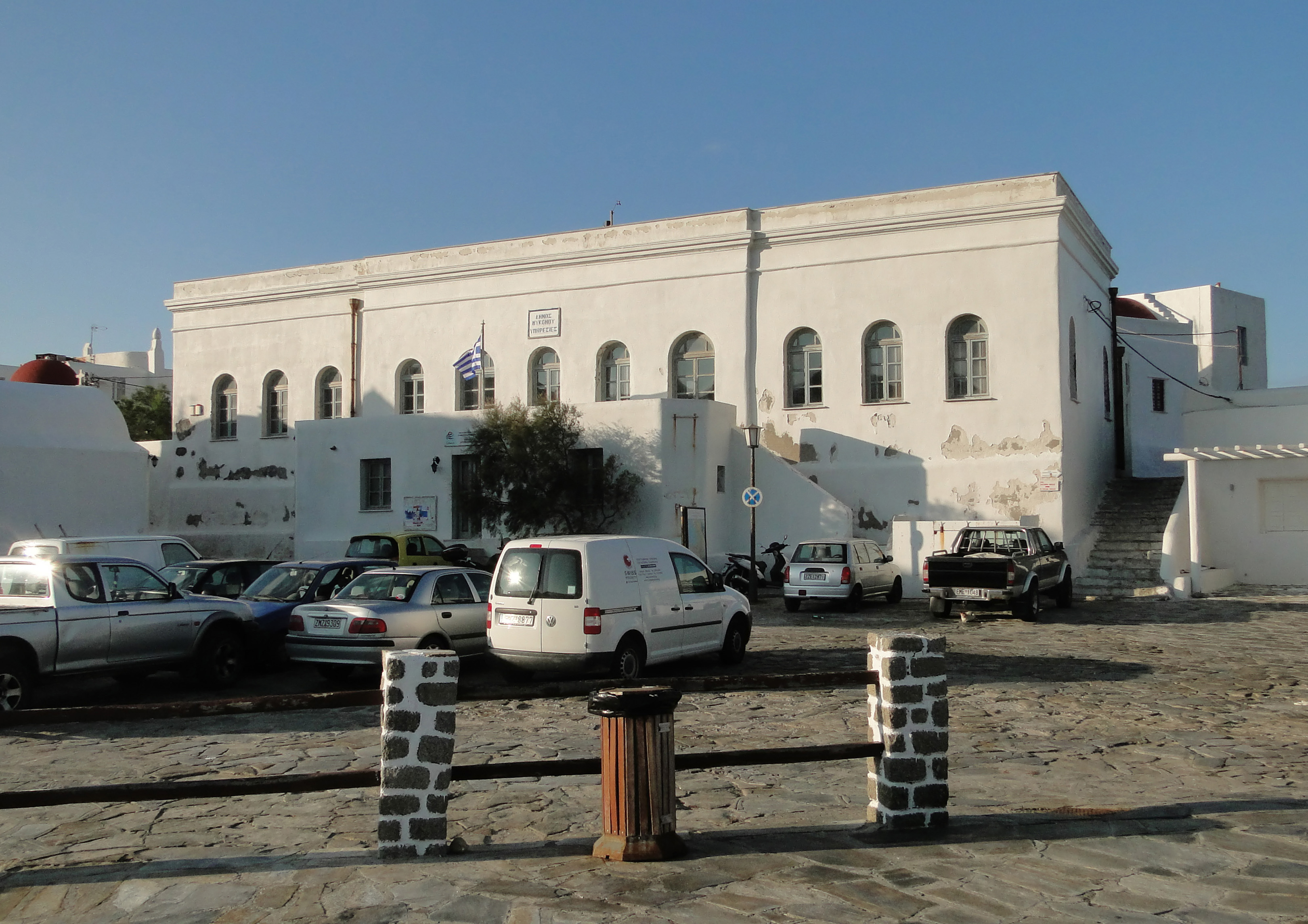
Anexă a primăriei (primăria este în stânga sa)

Municipalitatea Mykonos (oficial: în greacă: Δήμος Μυκόνου) este o unitate regională separată din regiunea Mării Egee și singurul municipiu din unitatea regională. Ca parte a reformei guvernamentale Kallikratis (Callicrates) din 2011, unitatea regională Mykonos a fost creată dintr-o parte a fostei prefecturi Ciclade. Municipalitatea, neschimbată la reforma Kallikratis, include și insulele Delos, Rineia și câteva insulițe nelocuite. Suprafața totală a municipiului este de 105,183 km2.
Primarii din Mykonos au fost:
- 1975-1978 Φραγκίσκος Νάζος (Frangkiskos Nazos)
- 1979-1990 Ματθαίος Αποστόλου (Matthaios Apostolou)
- 1991-2010 Χρήστος Βερώνης (Christos Veronis)
- 2011-2014 Αθανάσιος Κουσαθάνας-Μέγας (Athnanasios Kousathanas-Megas)
- 2014- Κωνσταντίνος Κουκάς (Konstantinos Koukas)

## Date demografice
Pe insulă se află 10.134 de locuitori (2011) dintre care majoritatea locuiesc în cel mai mare oraș, Mykonos, cunoscut și sub numele de „Chora” (adică „Orașul” în greacă, o denumire comună în Grecia când numele insulei în sine este la fel ca numele orașului principal).
| An   | Populația municipiului |
| ---- | ---------------------- |
| 1971 | 3.863                  |
| 1981 | 5.530                  |
| 1991 | 6.179                  |
| 2001 | 9.320                  |
| 2011 | 10.134                 |

## Economie
Fiind o insulă grecească, economia din Mykonos este strâns legată de mare. Cu toate acestea, odată cu creșterea turismului, acesta are un rol minor în timpul verii.

## Atracții turistice

### Biserici

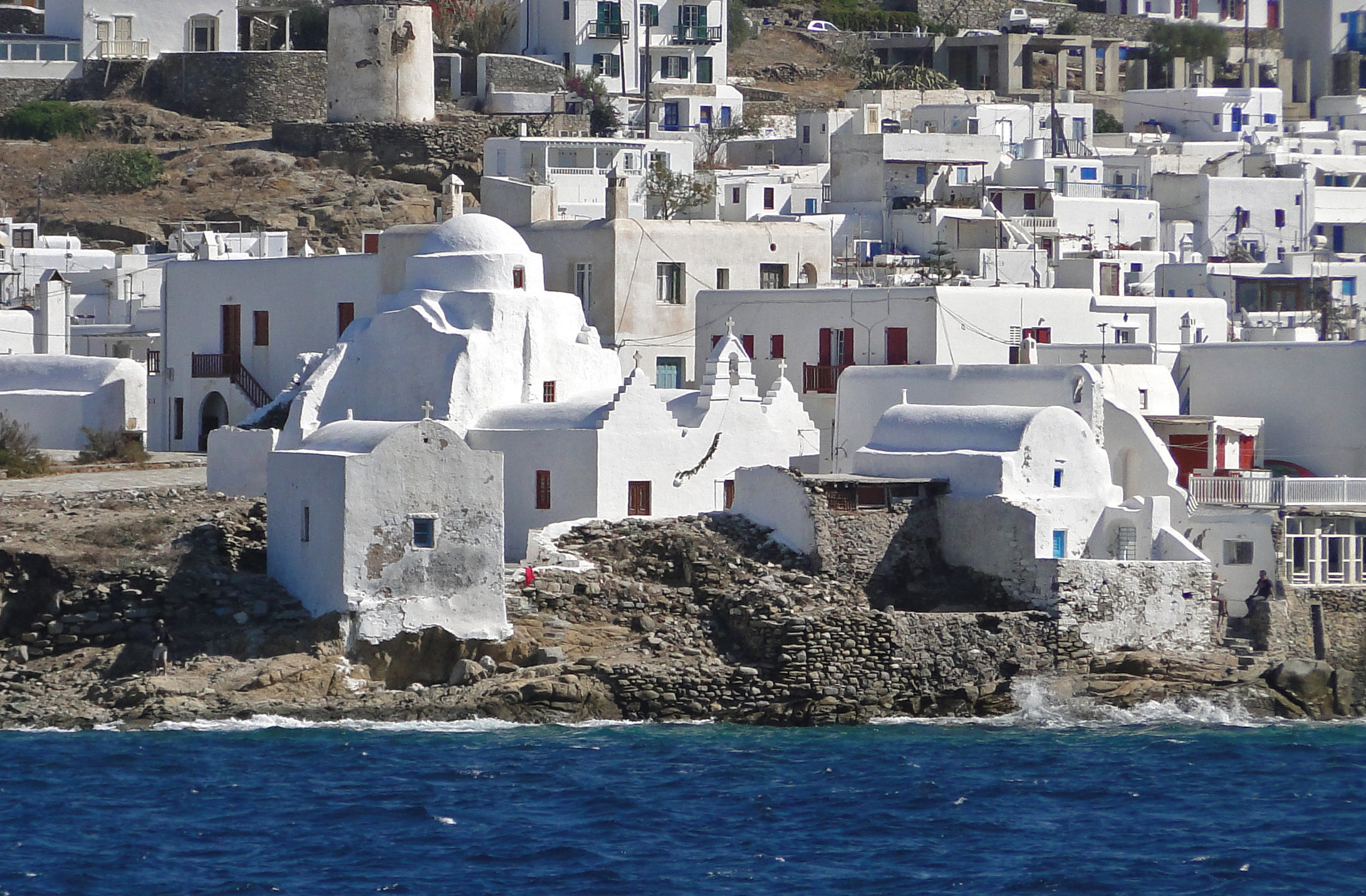
Biserica Panagia Paraportiani

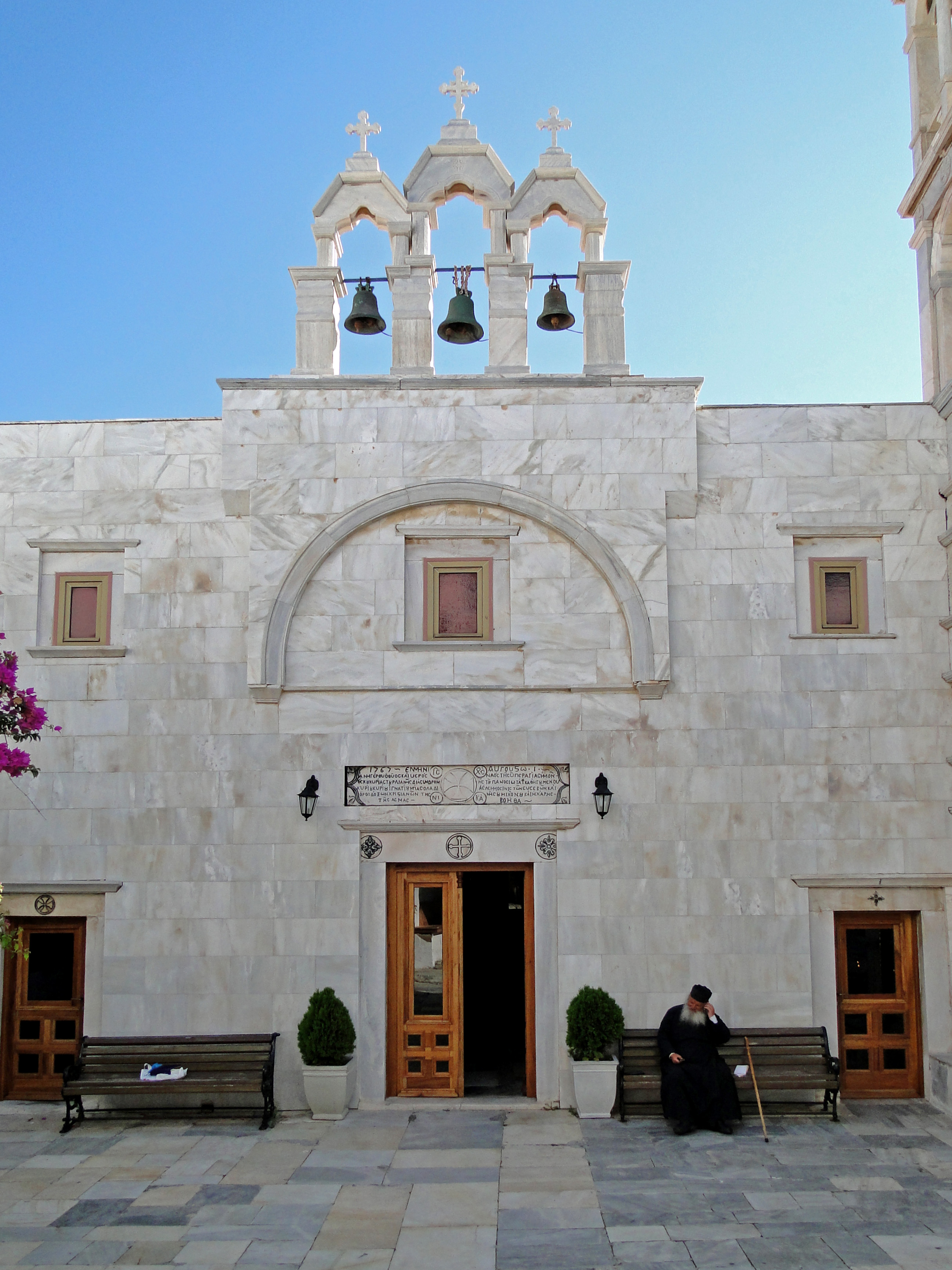
Biserica mănăstirii Panagia Tourliani din Ano Mera

Pe insulă se găsesc numeroase biserici. Motivul abundenței bisericilor este că, timp de câțiva ani, pentru a construi o casă, insularilor li s-a cerut să construiască mai întâi o biserică pe pământul lor. 
Biserica Panagia Paraportiani (Biserica Maicii Domnului, în greacă Εκκλησία της Παναγίας της Παραπορτιανής) este una dintre cele mai renumite structuri arhitecturale din Grecia. Este situată în cartierul Kastro, în Chora. Numele său înseamnă literalmente „Doamna Maicii Domnului a Porții Laterale” în greacă, deoarece intrarea sa a fost găsită la poarta laterală a intrării în zona Kastro.
Construcția acestei biserici a început în 1425 și nu a fost finalizată până în secolul al XVII-lea. Această impresionantă biserică văruită este formată din cinci biserici separate care sunt unite: cele patru biserici (dedicate Sfântului Eustațiu, Sfântului Sozon, Sfinților Doctori fără de arginți (Anargyroi) și Sfintei Anastasia) sunt la nivelul solului și constituie baza celei de-a cincea biserici care a fost construită deasupra lor.
Biserica Catolică este singura biserică catolică de pe insulă a fost construită în 1668 și renovată în 1677 de către episcopul Leandros Zanthakis. Icoana Fecioarei Maria și a pruncului Iisus dintre Sfântul Dominic și Sfânta Ecaterina de Siena a fost transportată la Mykonos de la Veneția în anul 1715. Un incendiu care a avut loc la 1 mai 1991 a afectat o parte a bisericii. Până în octombrie 1997, biserica a fost restaurată și redeschisă publicului.

### Morile de vânt

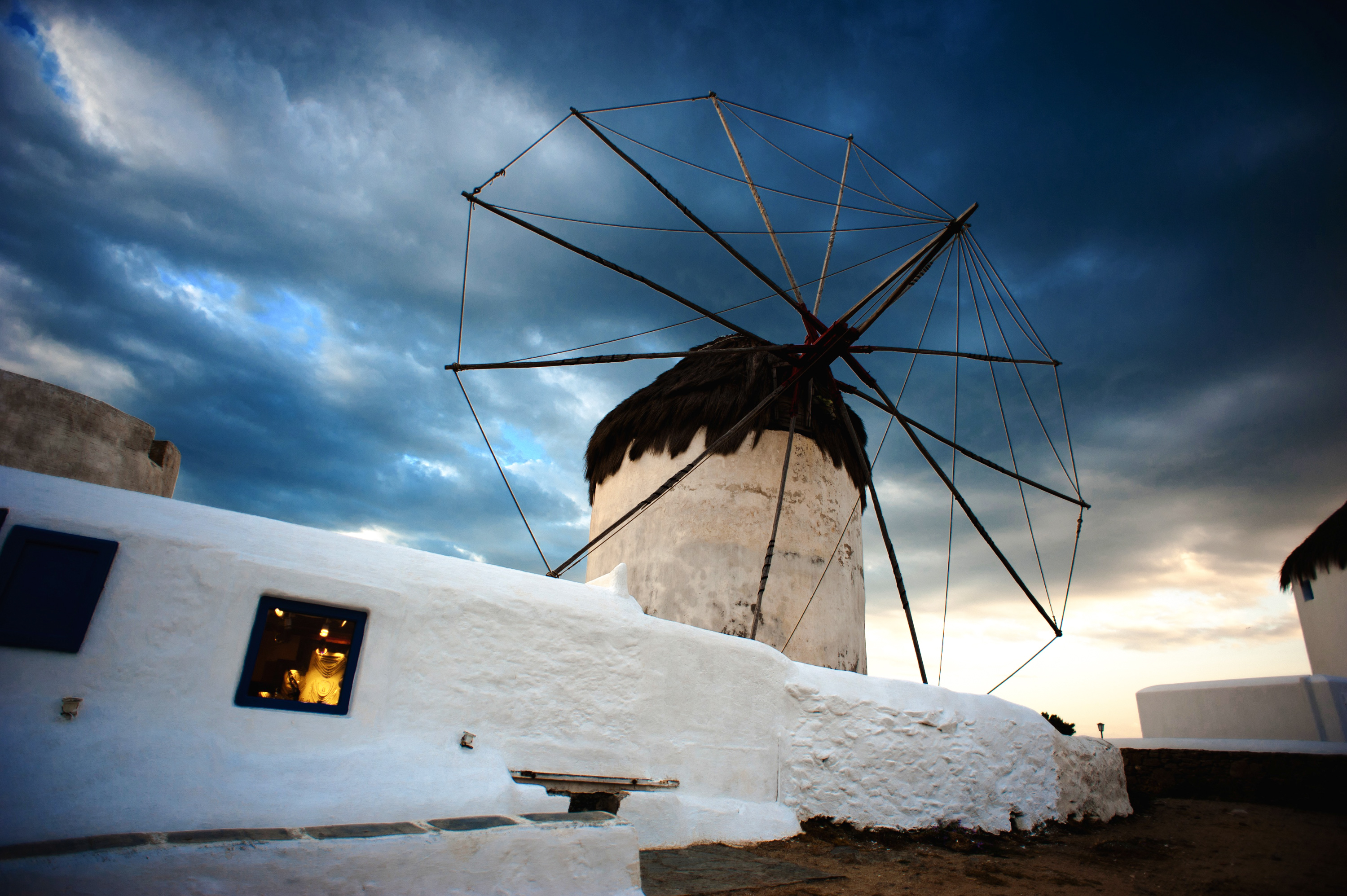
O moară de vânt din Mykonos

Morile de vânt Mykonos sunt o caracteristică iconică a insulei grecești Mykonos. Acestea pot fi văzute din fiecare punct al satului Mykonos, principalul sat al insulei, care este adesea numit Chora (care se traduce și ca „Țară” în greacă, dar se referă la „Orașul” unei insule) pe insulele grecești. Morile de vânt sunt primele obiecte pe care le vede cineva când intră în portul Alefkandra, deoarece se află pe un deal cu vedere asupra zonei. Majoritatea morilor de vânt sunt construite spre nord, unde clima insulei produce cele mai puternice vânturi în cea mai mare parte a anului. În prezent există 16 mori de vânt pe Mykonos, dintre care șapte sunt poziționate pe dealul din Chora. Cele mai multe dintre ele au fost construite de venețieni în secolul al XVI-lea, dar construcția lor a continuat până la începutul secolului al XX-lea. Au fost folosite în primul rând pentru măcinarea grâului. Erau o sursă importantă de venit pentru locuitori. Utilizarea lor a scăzut treptat până la încetarea producției la mijlocul secolului al XX-lea. Arhitectura fiecăruia dintre ele este similară, toate au o formă rotundă, culoare albă și acoperiș ascuțit și ferestre foarte mici. Astfel de mori de vânt se găsesc în aproape toate insulele Ciclade. Una dintre aceste mori de vânt a fost transformată într-un muzeu. Întregul sat Chora și o parte a portului sunt vizibile din acest punct.

### Petros, pelicanul
Petros a fost un mare pelican alb. A fost mascota oficială a insulei grecești Mykonos. În 1958, un pelican rănit a fost găsit în largul coastei Mykonos de către un pescar local. Pelicanul a fost îngrijit și a rămas pe insulă fiind ajutat de localnici. În curând, i s-a dat numele „Petros”, ca o glumă printre localnici, deoarece „petro” în limba greacă înseamnă „stâncă” sau „piatră”, dar metaforic „bătrân și ursuz”. Petros a fost lovit și ucis de o mașină în decembrie 1985.
Ulterior, trei pelicani noi și-au stabilit reședința în jurul principalului oraș Mykonos. Unul, onorific, a primit numele „Petros”.

### Biblioteca Municipală
Biblioteca Municipală este un conac din secolul al XVIII-lea care găzduiește peste 8.000 de volume și o vastă colecție de fotografii, documente și monede din Ciclade și sigilii vechi din secolele al XVIII-lea și al XIX-lea, precum și schițe și cărți din biblioteca personală a artistului american John Ratekin. Biblioteca municipală este situată în Piața Ayia Kyriaki din orașul principal Chora.

### Mica Veneție

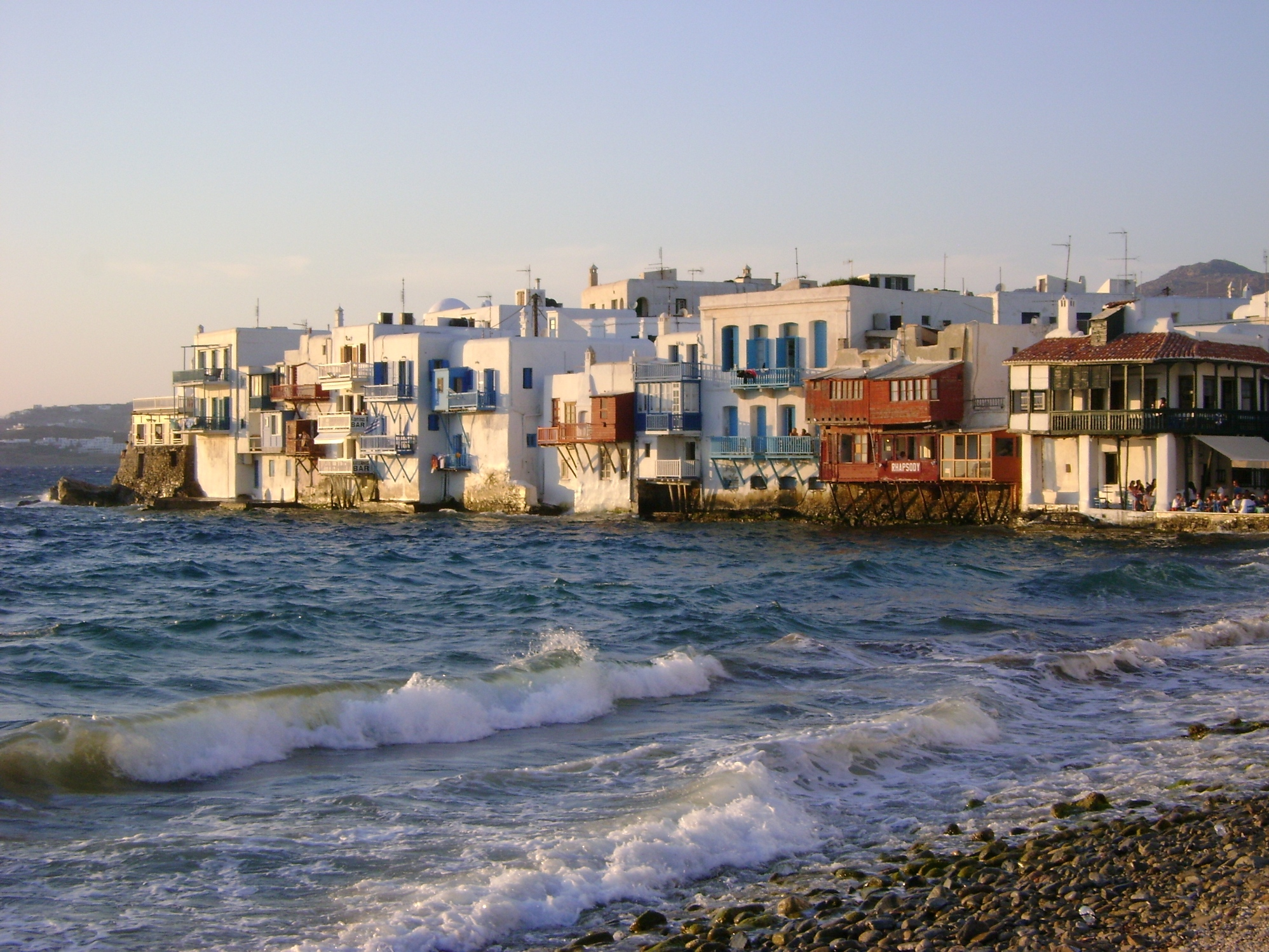
Mica Veneție

Mica Veneție (Mikri Venetia) reprezintă câteva rânduri de case de pescuit care se aliniază pe malul apei cu balcoanele lor atârnate deasupra mării. Primul rând dintre acestea a fost construit la mijlocul secolului al XVIII-lea. Casele aparțineau inițial comercianților sau căpitanilor bogați, iar ușile de la subsol asigurau accesul direct la mare și zonele de depozitare subterane, ceea ce i-a făcut pe oameni să creadă că proprietarii erau pirați în secret. Unele case au fost acum transformate în baruri și cafenele și mici magazine și galerii. Mica Veneție este considerat unul dintre cele mai romantice locuri de pe insulă și mulți oameni se adună acolo pentru a privi apusul soarelui. Zona atrage mulți artiști care vin să picteze litoralul pitoresc.

### Tria Pigadia
Tria Pigadia sunt trei fântâni identice așezate într-un rând în mijlocul orașului principal, Chora. Au fost construite în 1722 pentru a asigura necesarul de apă al orașului. Spre deosebire de majoritatea fântânilor moderne, care au o adâncime de peste 30 de metri, cele din Tria Pigadia au o adâncime de doar 5-6 metri, deoarece au fost săpate în nisip, unde apa era mai ușor accesibilă.

### Muzee

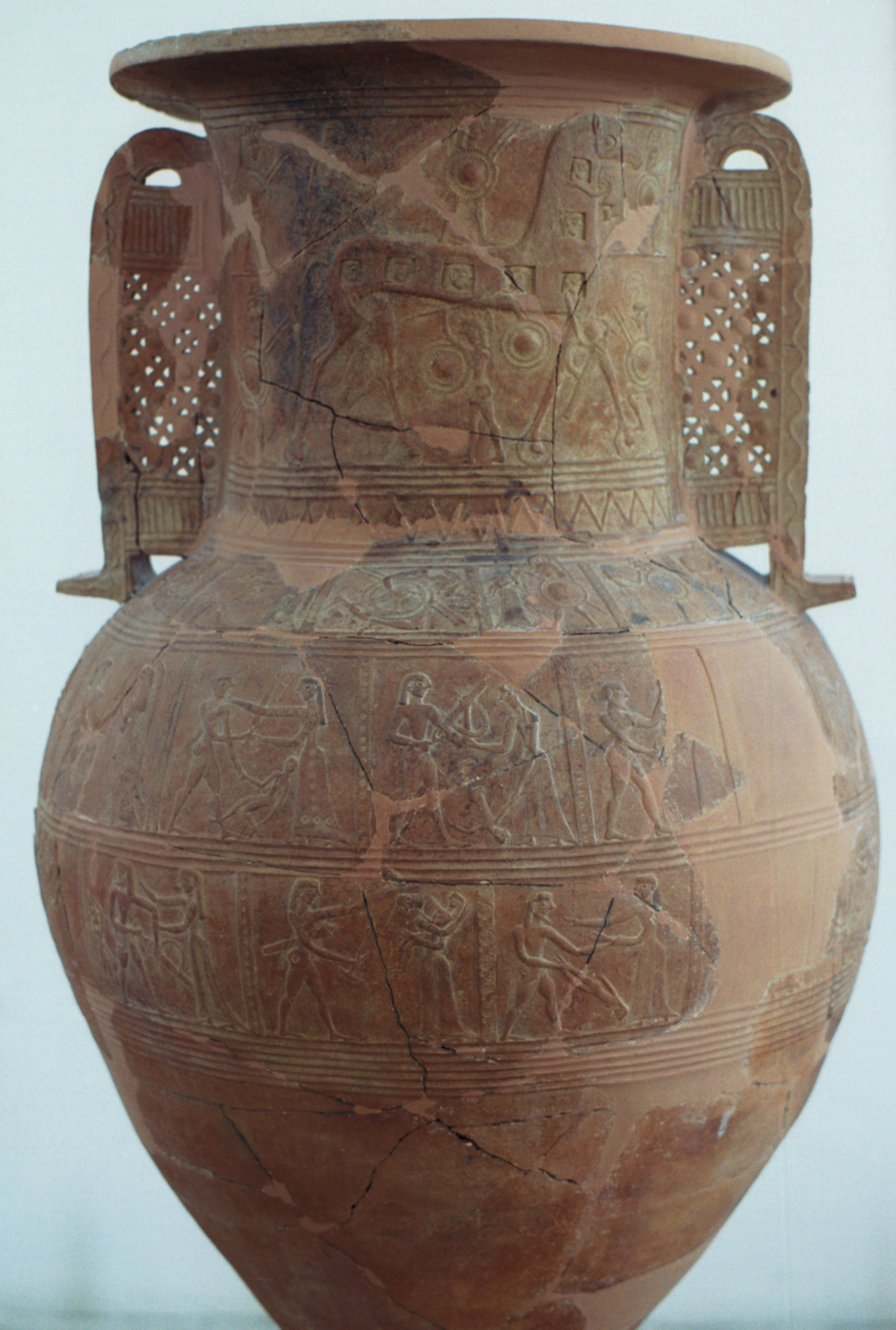
O amforă produsă în Tinos, care prezintă scene de la căderea Troiei

Muzeul Arheologic din Mykonos a fost construit în 1905 pentru a adăposti descoperirile din 425/426 î.Hr., descoperite în 1898 pe insula Rheneia de D. Stavropoulos. Este unul dintre cele mai vechi muzee din Grecia și a fost proiectat de Alexandros Lykakis și finanțat de Ministerul Educației și Societatea Arheologică din Atena. Terenul a fost donat de municipalitatea Mykonos. Colecțiile sale includ exponate datând din perioada preistorică până în perioada elenistică. Clădirea neoclasică originală a suferit renovări și extinderi în anii 1930 și 1960, iar marea sală dinspre est a fost adăugată în 1972. Muzeul conține obiecte din insula vecină Rhenia, inclusiv ceramică ceramică din secolele IX-VIII î.Hr. din Ciclade și lucrări din secolele VII - VI î.Hr. din alte zone din Marea Egee. Cel mai faimos obiect al său este o vază mare produsă în Tinos, care prezintă scene de la căderea Troiei.

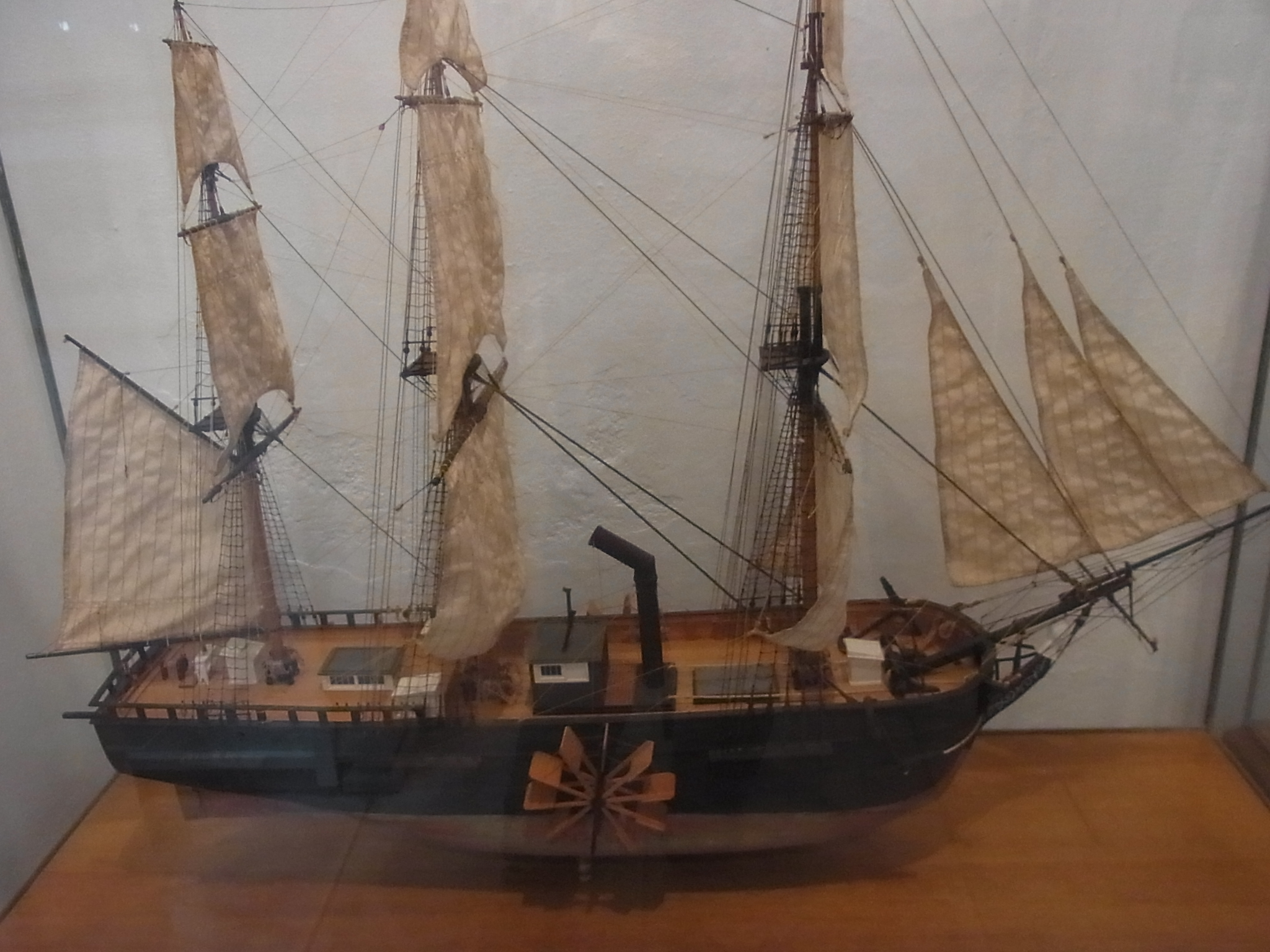
Expoziția Muzeului Maritim din Marea Egee

Muzeul Maritim din Marea Egee a fost fondat în 1983 de către localnicul George M. Drakopoulos și a fost inaugurat în 1985 cu scopul de a păstra și promova studiul istoriei și tradiției maritime grecești, în special evoluția și activitățile navelor comerciale din Marea Egee. Se află în cartierul Tria Pigadia. Drakopoulos a fost distins cu premiul Academiei de la Atena și cu premiul World Ship Trust pentru realizări individuale pentru munca sa la acest muzeu. A fost primul muzeu din Grecia care a salvat și restaurat exponate istorice vii care funcționează așa cum au fost proiectate și construite inițial. Pe lângă piesele originale, există și replici ale navelor istorice și colecții de monede cu scene nautice din secolul al V-lea î.Hr. până în secolul al IV-lea d.Hr. și o varietate de instrumente de transport.
Muzeul Folclorului se află în cea mai veche casă de pe insulă și găzduiește o colecție de mobilier din secolul al XIX-lea, bijuterii, broderii din ceramică, sculpturi din marmură, pietre funerare și o varietate de alte bibelouri. Muzeul aduce, de asemenea, un omagiu rădăcinilor nautice tradiționale ale insulei Mykonos, cu modele de nave locale din secolul al XIX-lea, hărți și o ancoră și tunuri folosite în timpul Războiului de Independență al Greciei. Fondat în 1958, muzeul este alcătuit din trei muzee: Moara Bonis (Muzeul Agricol), Casa Castelului și Casa Lena, cu partea principală în Kastro (Castel) lângă biserica Panaghia Paraportiani. Muzeul organizează seminarii educaționale, are o bibliotecă și o arhivă, iar intrarea este gratuită. Casa Lena este o reședință tradițională din Mykonia din secolul al XIX-lea și a aparținut unei familii bogate de transportatori maritimi, mobilierul ei original încă se păstrează. Muzeul Agricol (cunoscut și sub numele de Moara Bonis) conține unelte și mașini vechi care sunt expuse într-una din morile de vânt din Mykonos și, situat deasupra orașului principal Chora din Ano Myloi (adică Morile de Vânt Superioare), oferă vederi ale zonei.

## Transporturi

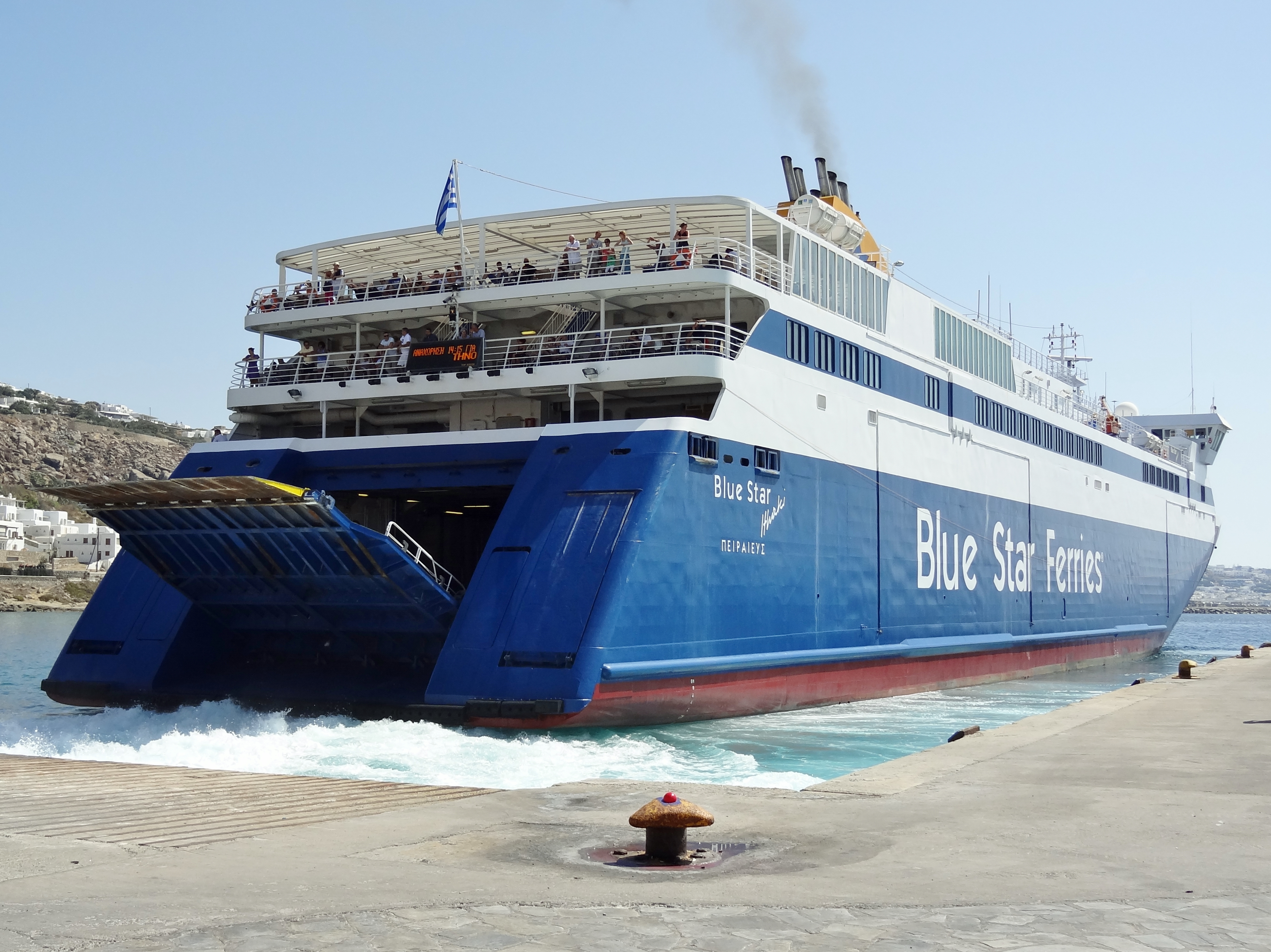
Feribotul Blue Star

Aeroportul Mykonos, inaugurat în 1971, este situat la 4 kilometri sud-est de orașul Mykonos și este deservit de zboruri internaționale în timpul verii. Zborul de la Atena la Mykonos durează 25 de minute. Blue Air oferă zboruri săptămânale sezoniere de la București la Mykonos.
Mykonos este, de asemenea, accesibil cu barca și feriboturi. Nave de mare viteză vizitează insula zilnic, acestea vin din insulele din jur și de la Atena.
Taxiurile, autobuzele sau bărcile sunt disponibile pentru transport. Există trei depouri principale de autobuze în Mykonos. Depoul nordic este situat în spatele clubului Remezzo lângă vechiul port și oferă servicii regulate către Ano Mera, Elia și Kalafatis. Câteva sute de metri mai jos, se află un alt depou axat pe destinațiile nordice din Tourlos (Portul Nou) și Agios Stefanos. Depoul de autobuze din sud se află la „intrarea” orașului, numită Fabrika și oferă servicii regulate către Ornos, Agios Yannis, Plati Gialos, Psarou, Paraga și plaja Paradise. Bărcile mici călătoresc spre și dinspre numeroasele plaje. Bărcile turistice merg regulat către insula Delos din apropiere.

## Cultură
În 2013 a fost inaugurată Bienala Mykonos, care oferă producții teatrale, culturale, cinematografice, artistice și muzicale.

## Persoane notabile
- Manto Mavrogenous
- Mary Paraskeva, fotograf amator timpuriu  (née Gripari (Γρυπάρη), 1882 – 1951)[48]
- Nicholas Pettas, karatist, kickboxer și actor în filme japoneze (1973 - )[49][50]
- Ioannis Svoronos, arheolog și numismat (Ιωάννης Ν. Σβορώνος; 1863 - 1922)[51]
- Ioannis Toumbas, ofițer de marină și politician (1901 - 1995)[52]

## În cultura populară
Mykonos se numără printre mai multe insule grecești menționate în poezia lui Kenneth Koch "Sleeping with Women" („Dormind cu femei”).
Videoclipul oficial Stereo Love (2009), al lui Edward Maya și Vika Jigulina, a fost filmat în întregime în Mykonos și zonele înconjurătoare.
Scene din Mykonos sunt prezentate în filmul indian din 2003 Poveste de dragoste (Chalte Chalte).
„Mykonos” este o piesă de pe EP-ul Sun Giant al trupei americane de folk-rock Fleet Foxes.
Filmul Insula morții (Island of Death, 1975), regizat de Nico Mastorakis, a fost filmat pe insula Mykonos. În 2015, Mastorakis s-a întors pe insulă pentru a revizita locurile de filmare.
Apotos, prima etapă a jocului video Sonic Unleashed este puternic bazat pe această regiune.
Scena finală a filmului din 2002 The Bourne Identity are loc pe insula Mykonos.
Campania sovietică din jocul Red Alert 3 are o misiune în Mykonos. Insula este locul unui laborator al aliaților de cercetare al armelor de top secret care trebuie cucerit și apărat de încercările aliaților de a prelua instalația.
Emisiunea de televiziune American Dad face referire frecvent la Mykonos, în special Roger Smith în episodul „Bar Mitzvah Hustle”.
Jocul Assassin's Creed Odyssey prezintă Mykonos în timpul războiului peloponesiac.